# La Blanquillaön

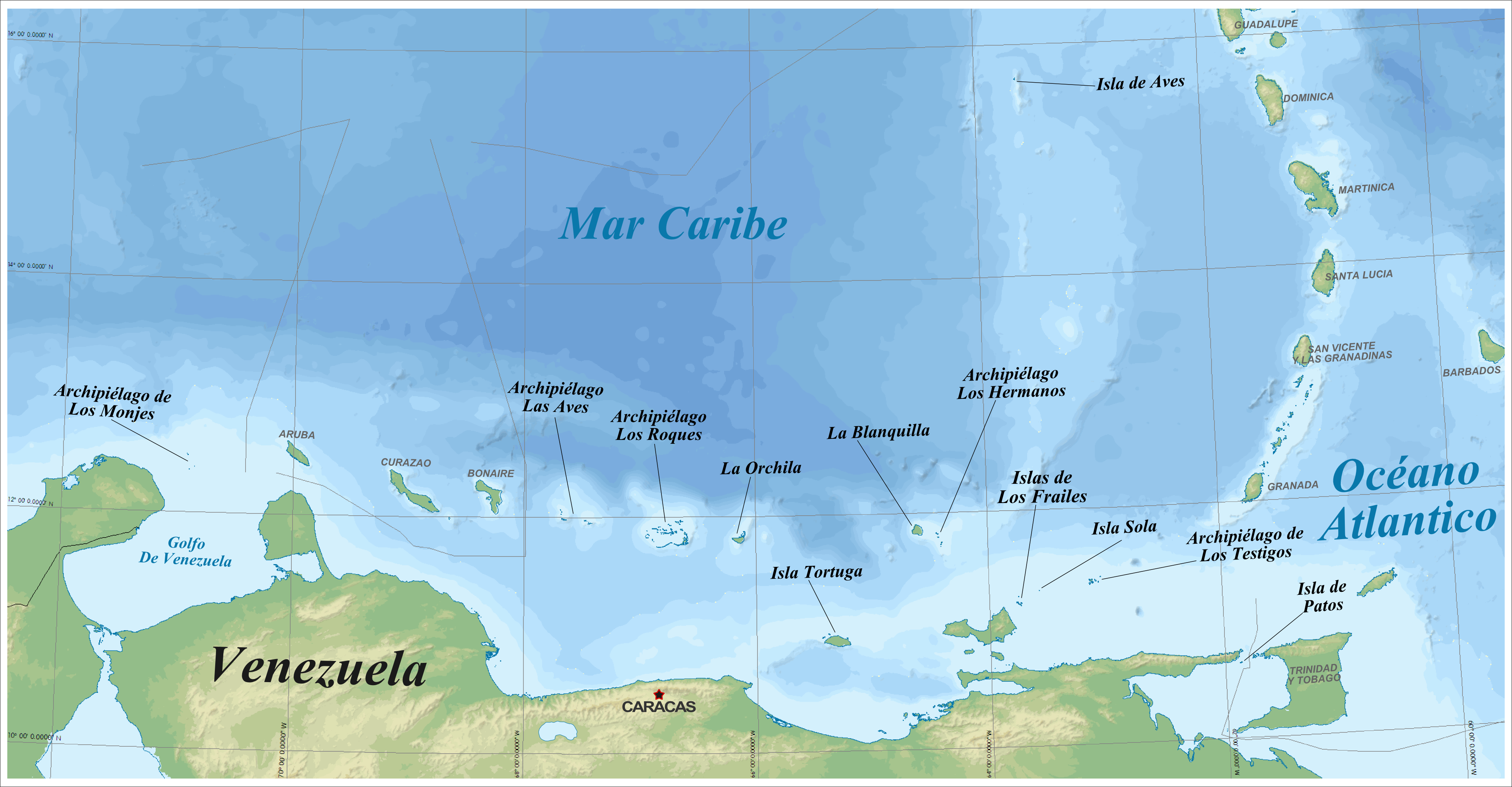
Områdeskarta.

Lägeskarta, Dependencias Federales med La Blanquillaön längst upp

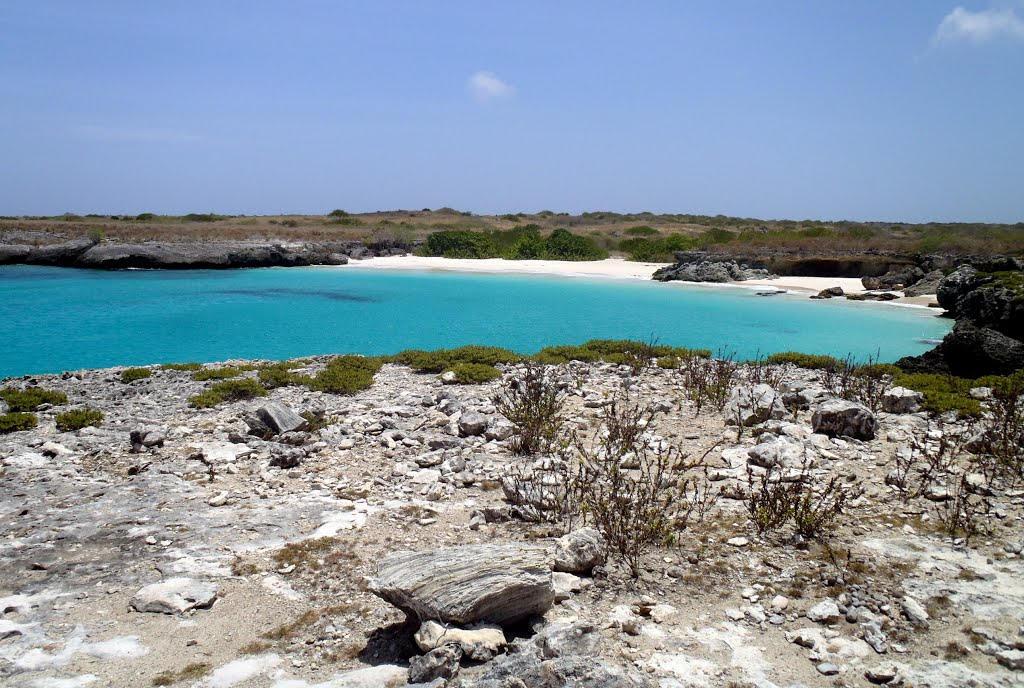
La Blanquillaön.

La Blanquillaön (spanska Isla La Blanquilla, Vita ön) är en venezuelansk ö bland Öarna under vinden bland Små Antillerna i Karibiska havet.

## Geografi
La Blanquillaön ligger cirka 293 km nordöst om Caracas och cirka 90 km nordväst om Isla Margarita. Närmaste land är ögruppen Islas Los Hermanos 14 km sydöst om La Blanquilla.
Den obebodda ön är en korallö och har en yta på cirka 64,53 km². Ön ligger inom nationalparken Los Roques.
På La Blanquillas sydvästra del står den 14 m höga fyren ”Faro da Isla La Blanquilla. Det finns en liten landningsbana på öns södra del. Venezuelas flotta har en liten bas på den sydöstra delen.
Förvaltningsmässigt ingår ön i federala territoriet (entidade) Dependencias Federales.

## Historia
1871 inrättades förvaltningsområdet "Territorio Federal Colón". I området ingick Venezuelas samtliga öar i Karibiska havet och området förvaltades av Utvecklingsministeriet (Ministerio de Fomento).
1873 överflyttades förvaltningen inrikes- och justitiedepartement (Ministerio del Interior y de Justicia) förutom öarna Isla Margarita, Coche och Cubagua.
1938 ändrades förvaltningsområdets namn till "Dependencias Federales" (Ley Orgánica de las Dependencias Federales). 1986 övergick områdets förvaltning till inrikesministeriet (Ministerio de Relaciones Interiores).
1972 utsågs ön tillsammans med hela området Dependencias Federales till nationalpark (Parque Nacional de los Roques) efter ett regeringsbeslut, parkområdet inrättades formellt den 18 augusti.
Området förvaltas nu av Försvarsministeriet (Ministerio del Poder Popular para la Defensa).